# Centaurea vavilovii
Centaurea vavilovii là một loài thực vật có hoa trong họ Cúc. Loài này được Takht. & Gabrieljan mô tả khoa học đầu tiên năm 1987.